# 安楽寺 (加古川市)
安楽寺（あんらくじ）は、兵庫県加古川市にある浄土宗の寺院。中道子山城建設にあたり、麓へ移転した。城山（中道子山）のふもとにある浄土宗の寺院で、本尊は阿弥陀如来。わがまち加古川70選の選定地。

## 由緒
- 弘仁2年 (811年) 弘法大師の弟子、真紹上人の開山。真言宗。山頂に無量寿院を創建したのに始まり、本光山中道寺と改号し、長らく中道子山山頂にあった。
- 康暦2年 (1380年) 赤松氏が中道子山城を築く際、山麓に移された[2]。
- 永禄2年 (1559年) 赤松氏の没落後、志方城城主櫛橋氏 (くしはしし)によって浄土宗寺院として再建された。

## 所在地
- 兵庫県加古川市志方町細工所631[2]

## 拝観
- 十王堂の地獄極楽絵図と十王像
  - 境内の鐘撞き堂のそばにある十王堂には、地獄と極楽を対比して壁面に描かれた地獄極楽絵図と極彩色に彩られた十王像が納められている。地獄極楽絵図は生々しく迫力があり、その前に極彩色の十王像が安置されている。

## アクセス
神姫バス「門前」 加古川駅前5番のりば